# 钱唐县
钱唐县，古县名。秦朝置，治所在今浙江省杭州市西灵隐山麓，属会稽郡。汉为会稽郡西部都尉治。东汉初一度省并，后复置。南朝梁太清三年（549年）为临江郡治。南陈时，为钱唐郡治。县治在今杭州市江干区。隋为余杭郡治，移今杭州市。唐朝改名钱塘县。吴越国时复为钱唐县。宋朝后再改为钱塘县。